# Утямишево (Апастовский район)
Утями́шево (тат. Үтәмеш) — село в Апастовском районе Республики Татарстан, в составе Верхнеиндырчинского сельского поселения.

## Этимология названия
Топоним произошел от татарского антропонима «Үтәмеш».

## География
Деревня находится на реке Бия, в 18 км к северу от районного центра, посёлка городского типа Апастово.

## История
Деревня известна с 1646 года.
В XVIII – первой половине XIX века жители относились к категории государственных крестьян. Основные занятия жителей в этот период – земледелие и скотоводство.
В «Списке населенных мест по сведениям 1859 года», изданном в 1866 году, населённый пункт упомянут как казённая деревня Утямышево 2-го стана Тетюшского уезда Казанской губернии. Располагалась при речке Бие, по левую сторону почтового тракта из Казани в Симбирск, в 37 верстах от уездного города Тетюши и в 37 верстах от становой квартиры во владельческом селе Знаменское (Чипчаги). В деревне в 53 дворах жили 302 человека (145 мужчин и 157 женщин). Была мечеть.
В начале XX века в деревне функционировали мечеть, медресе, ветряная мельница, 3 мелочные лавки. В этот период земельный надел сельской общины составлял 1207,6 десятины.
До 1949 года деревня входила в состав колхоза «Берлек».
До 1920 года деревня входила в Шамбулыхчинскую волость Тетюшского уезда Казанской губернии. С 1920 года в составе Тетюшского, с 1927 года – Буинского кантонов ТАССР. С 10 августа 1930 года в Апастовском, с 1 февраля 1963 года в Буинском, с 4 марта 1964 года в Апастовском районах.

## Население
| 1782 | 1859 | 1897 | 1908 | 1920 | 1926 | 1938 | 1949 | 1958 | 1970 | 1979 | 1989 | 2002 | 2010 | 2015 |
| ---- | ---- | ---- | ---- | ---- | ---- | ---- | ---- | ---- | ---- | ---- | ---- | ---- | ---- | ---- |
| 50   | 302  | 596  | 695  | 705  | 494  | 415  | 315  | 243  | 261  | 206  | 156  | 174  | 151  | 142  |

Национальный состав села: татары.

## Экономика
Жители работают преимущественно в сельскохозяйственном предприятии «Свияга», занимаются полеводством, молочным скотоводствомca.

## Объекты медицины
В селе действует фельдшерско-акушерский пункт.

## Религиозные объекты
Мечеть (1995 год).